# Frank Craig
Frank Craig (Nova Iorque, 1º de abril de 1868 - Londres, 1º de janeiro de 1943) foi um pugilista americano, campeão mundial negro dos pesos-médios.

## Biografia
Frank Craig começou a lutar boxe em 1891, em uma época de extrema segregação racial, quando lutadores negros e brancos não costumavam lutar entre si. Desta forma, assim como tantos outros de seu tempo, Craig não teve  as oportunidades que mereceria de lutar por títulos mundiais.
No entanto, lutando contra boxeadores negros, bastaram apenas dois anos de carreira para que Craig, ao nocautear Joe Butler, em apenas dois assaltos, se tornasse campeão mundial negro dos pesos-médios.
Um ano mais tarde, aconteceu uma revanche entre Craig e Butler, valendo novamente o título mundial dos médios entre os pugilistas negros. Em uma luta programada para durar apenas quatro assaltos, Craig manteve seu título com uma vitória decidida nos pontos.
Depois disso, Craig realizou mais algumas poucas lutas em solo americano, antes de tomar a decisão de se mudar para a Inglaterra, no outuno de 1894. Craig então venceu todos os seus oponentes seguintes, terminando o ano com uma vitória sobre Ted Pritchard, em uma luta que foi anunciada como válida pelo título inglês dos pesos-médios.
O título, porém, não foi conferido a Craig, que no ano seguinte tentou novamente conquistar o título inglês dos pesos-médios, desta vez, em uma luta contra Dan Creedon. Apesar de ter derrubado Creedon no sexto assalto, após vinte rounds lutados, Craig acabou perdendo a luta nos pontos.
Em 1898, após dois anos praticamente parado, Craig obteve duas boas vitórias. A primeira luta foi contra Australian Billy Edwards, quando ele venceu por nocaute no décimo segundo round. A seguir, Craig tornou a vencer por nocaute, contra George Chrisp, no décimo terceiro assalto.
Credenciado por essas vitórias, em 1899, após quatro anos vivendo na Inglaterra, Craig viajou até Nova Iorque para desafiar o campeão Tommy Ryan, que aceitou colocar seu cinturão de campeão mundial dos pesos-médios em jogo contra o destemido lutador negro.
Craig começou bem a luta, pondo Ryan à lona no segundo assalto. Porém, no nono assalto, Ryan infligiu um duro castigo à Craig, que foi ao chão nove vezes. No décimo assalto, Ryan derrubou Craig, uma vez mais, o que resultou na óbvia interrupção da luta, que teve Ryan vencedor por nocaute técnico.
A partir desta luta, a carreira de Craig seguiu ladeira abaixo, sendo que nas dez lutas seguintes, ocorridas entre 1899 e 1905, Craig perdeu nove e empatou uma. Craig somente tornou a vencer uma luta, em 1905, contra o peso-pena Kid Davies.
De volta à Inglaterra, desde 1900, Frank Craig continuou a lutar boxe até 1912, quando decidiu se retirar dos ringues. Dez anos mais tarde, já com 54 anos de idade, Craig voltou a calçar as luvas para uma última exibição. Perdeu a luta para Jim Rideout.